# Inokulation
Als Inokulation (umgangssprachlich auch Animpfen oder Beimpfung) wird in der Mikrobiologie und Zellbiologie das Hinzufügen eines replikationsfähigen Inokulums (auch Inokulat; z. B. eine Zellkultur oder Pathogene wie Viren oder Prionen) auf eine Zellkultur bezeichnet.

## Eigenschaften
Das Ziel einer Inokulation ist meistens eine maximale Zellteilungsrate. Bei einer Inokulation wird – meist von einer Startkultur ausgehend – ein größeres Volumen eines Nährmediums bzw. Kulturmedium inokuliert. Die Anzahl der Partikel in einem Inokulum ist für die erfolgreiche Kultur in Großansätzen entscheidend. Viele Bakterien benötigen für das bakterielle Wachstum eine bestimmte Zelldichte, um in die exponentielle Wachstumsphase (auch: logarithmische Wachstumsphase bzw. log-Phase) einzutreten. Ist das Inokulum zu klein, wächst die Kultur nicht oder nur sehr langsam an. Um Zellen in großen Volumen zu kultivieren, verwendet man in der Biotechnologie eine Serie immer größerer Vorkulturen, bis schließlich der eigentliche Fermenter angeimpft wird. Die Zellen befinden sich dann von Anfang bis Ende in einer ununterbrochenen exponentiellen Wachstumsphase.
Das Inokulum einer mikrobiellen Kultur kann aus allen drei phylogenetischen Domänen der Lebewesen: Archaebakterien (Archaea), Bakterien (Bacteria) und Eukaryoten (Eukarya) stammen. Falls das Inokulum aus dem Reich der vielzelligen Eukaryonten (Pilze, Pflanzen und Tiere) entstammt, wird die mikrobielle Kultur Gewebe- oder Zellkultur genannt (ein Inokulum von Protisten und ein- bis wenigzelligen Tieren, Pilzen und Pflanzen wird oft nach wie vor mikrobielle Kultur genannt). Sie können ein Wild- oder ein kultivierter Typus sein. Das Material, das auf ein Medium übertragen wird, heißt Inokulum. Von ihm und von der Qualität des Kulturmediums hängt der Erfolg der Inokulation ab.

## Parameter
Ein gutes Inokulum ist frisch, ausreichend groß (Volumen des Inokulums / Volumen der Kultur) und hat eine gute Zelldichte (Anzahl der Zellen / Volumen).
Eine gute Kultur ist frisch, besteht aus einem Medium, das alle Bedingungen für das Wachstum oder der Vermehrung des verwendeten mikrobiellen Stammes erfüllt, hat eine optimale Umgebung für das Wachstum oder die Vermehrung der verwendeten Kultur und ist für die Erfordernisse des Nährmediums und des Inokulums ausreichend desinfiziert.
Das Inokulum ist ausreichend frisch, wenn es nicht zu lange unter schlechten Bedingungen (z. B. Temperatur, Nahrungsversorgung) gelagert worden ist. Ausnahme sind Untersuchungen der Überdauerungsstadien. Falls das Inokulum zu klein ist, wächst die Kultur nur sehr langsam. Deswegen ist das Größenverhältnis des Inokulums gegenüber der Kultur sehr wichtig. Neben dem Volumen (Größe) ist die Zelldichte des Inokulums für eine erfolgreiche Kultur wichtig. Manche große Inokulume, die nur wenige Zellen beinhalten, sind für diverse mikrobielle Stämme, die eine gewisse Zelldichte (Zellen pro Volumen) benötigen, um in die exponentielle Wachstumsphase einzutreten, kein ausreichendes Startmedium. In diesen Fällen verwendet man Vorkulturen. Sie können, wie in der Biotechnologie, in immer größer werdenden Serien geschaltet werden, damit die ausreichende Größe und Dichte des Startmediums gewährt wird. Sie können aber auch in bestimmten inokulatsbedingten Zeitabständen immer wieder neu angesetzt werden, damit die ausreichende Frische des Inokulums über längere Zeiträume aufrechterhalten werden kann.
Eine Kultur ist frisch, wenn die Nährstoffe im Medium nicht verbraucht und noch ausreichend vorhanden sind. In Abhängigkeit vom verwendeten mikrobiellen Stamm wird das Nährmedium gewählt. Manche Stämme benötigen spezielle Mikrokomponenten wie verschiedene Ionen, Mineralien, Vitamine, manche wiederum enge pH-Bereiche. Damit eine Kultur gut gedeihen kann, ist für sie eine Umgebung zu schaffen, bei der alle notwendigen physikalischen (Temperatur, Feuchtigkeit, Luftdruck), chemischen (Zusammensetzung des Mediums, pH-Wert) und biologischen (Nährstoffversorgung, ihren Zugang, mögliche Symbionten) Parameter auf einem Optimum für den verwendeten Stamm oder die Zellkultur gehalten werden können. Keimfreiheit ist ebenfalls eine Voraussetzung für den Erfolg einer Kultur. Sie wird über die Sterilisationskontrolle geprüft und kann in der Abhängigkeit von Nährmedium und Inokulum unterschiedlich streng gehalten werden. Im Allgemeinen gilt jedoch, je steriler die Kulturrahmenbedingungen sind, desto höher sind die Chancen für eine erfolgreiche Kultur. Die Haltung eines hohen Sterilitätslevels ist allerdings mit hohen Kosten verbunden.

## Weitere Bedeutungen
Sinn der Impfung ist die Krankheitsvermeidung durch abgeschwächte Erreger. Zu Zeiten von Robert Koch wollte man dagegen erst einmal durch eine Impfung mit virulenten Krankheitserregern die betreffende Krankheit im Tierexperiment auslösen (ätiologischer Unikausalismus der Bakteriologie). So kam es bei der Impfung zum diametralen Bedeutungswandel von der Inokulation zur Vakzination, also von der Animpfung zur Durchimpfung.
Impfungen mit Lebendimpfstoffen wurden früher als Inokulation bezeichnet. z. B. die Variolation.
In der Sozialpsychologie wird mit der Inokulationstheorie ein Verfahren beschrieben, mit dem psychologische Einstellungen bereits im Vorfeld resistent gegenüber Änderungsversuchen gemacht werden. In jüngster Zeit wird diese Praktik zur Resilienz gegenüber „Fake News“ verfeinert. Theoretisch kann genauso auch umgekehrt gegenüber unerwünschten Informationen Resilienz erzeugt werden. Die Technik der Inokulation wird im Rahmen von kognitiver Kriegsführung (cognitive warfare) der Nato („pre-bunk“) ebenso angewandt.
Eine Inokulationsstrategie steht im Marketing für das Konzept, die Zielgruppe durch aktive Kommunikation (im Sinne einer Impfung) gegen Kontra-Argumente zu immunisieren.